# Hope Black
Hope Black (nascuda Jessica Hope MacPherson; 1919 - 25 de gener de 2018) va ser una científica australiana, biòloga i malacòloga marina. El 1937 va començar a treballar al Museu Nacional de Victòria. Posteriorment, es va convertir en comissària de mol·luscs al museu el 1946. Va ser la primera comissària del Museu Nacional. Quan es va casar el 1965, es va veure obligada a abandonar el museu i es va convertir en professora de ciències durant tretze anys.

## Carrera
Nomenada com a conservadora de mol·luscs el 1946, Hope MacPherson va ser la primera comissària australiana al Museu Nacional de Victòria.
El seu mandat es va acabar de manera prematura, quan el 1965 es va casar i es va convertir en Hope Black, i va requerir la seva retirada del servei públic de Victòria com a conseqüència de la barrera del matrimoni. Posteriorment, Black va treballar durant 13 anys com a professora de ciències.

## Treballs de biologia marina
Hope Black va començar a treballar inicialment el 1937 al Museu de Victòria amb el suport de la Carnegie Corporation. Va treballar en el desenvolupament i preparació de vitrines per als diorames de McCoy Hall. El 1947, Black va col·laborar a la investigació de la gorga del riu Snowy a cavall, prèvia a la construcció del sistema hidroelèctric de les muntanyes Snowy.
Entre els anys 1957 i 1963, Black va realitzar sondejos biològics a la badia de Port Phillip, i els seus resultats es continuen utilitzant com a dades bàsiques a partir de les quals es pot mesurar el canvi ambiental a la zona.
Black va investigar el gènere Teredo, un grup de mol·luscs bivalves marins coneguts com a «corcs marins» o «cucs de vaixell». També va investigar mol·luscs comestibles a Victòria. En última instància, la seva investigació sobre mol·luscs va portar a escriure el llibre Molluscs of Victoria, que es va publicar el 1962.
Notablement, Black també va formar part d'un grup de quatre dones (incloent-hi també Isobel Bennett, Susan Ingham i Mary Gillham) que van ser les primeres a realitzar investigacions a la regió subantàrtica de l'Antàrtida el 1959.
Va ser inclosa al Llibre d'honor de dones victorianes el 2012.